# برلیان
برلیان یا بریلیان (به فرانسوی: Brillant) نوعی تراش است که برای سنگِ الماس استفاده می‌شود.
این نوع تراش، که در گذشته برای انواع و اقسام سنگ‌های مختلف استفاده می‌شده‌ است، به نام تراش سوئیسی نیز شناخته می‌شود. امروزه در تراش برلیان، سعی بر آن است که هرچه بیشتر از قبل جلوه‌های بصری سنگ الماس را به نمایش بگذارند و زوایا و نوع بُرش را به شکلی تنظیم کنند که نور واردشده به سنگ الماس با صفحات بیشتری از سنگ برخورده کند و در انتها به چشم ما برسد. برای دست‌یافتن به این امر، دانشمندان مؤسسات بزرگ آمریکا و بلژیک همواره در حال تلاش برای بهتر کردن نوع تراش الماس‌ها بوده و سال‌به‌سال استانداردهای جدیدی برای این کار ارائه می‌دهند؛ و در اصل، تراشندگان الماس، چه کسانی که به روش سنتی مبادرت به تراش الماس می‌کنند و چه کسانی که با دستگاه‌های پیشرفته این کار را انجام می‌دهند، باید پیرو این استاندارد باشند.